# Vanda Radicchi
Vanda Radicchi, nota anche con gli pseudonimi Monna Lisa, Wanda Radicchi e Wanda Fisher (Crotone, 28 ottobre 1947), è una cantante italiana.

## Biografia
Si trasferisce ancora bambina con la famiglia a Carrara, e nel 1953 inizia lo studio del pianoforte; come bambina prodigio inizia ad esibirsi con alcune orchestre della zona, e nel 1955 viene scoperta da Gil Cuppini, che la fa diventare cantante nel suo complesso jazz, con il nome d'arte Monna Lisa e la fa trasferire con la famiglia a Milano.
In questo periodo effettua con Cuppini le prime incisioni per l'etichetta Hollywood, tra cui i brani It had to be you, What's new?, Cry me a river; incide inoltre con Chet Baker, Renato Sellani, Gorni Kramer e molti altri.
Nel 1960 partecipa alla seconda edizione del Burlamacco d'oro con la canzone Occhi color settembre (testo di Enzo Bonagura; musica di Furio Rendine).
Dopo un periodo trascorso negli Stati Uniti d'America, nel 1968 conosce Gian Piero Reverberi, di cui diventa la compagna: da questo momento inizia una nuova carriera come corista di musica leggera, sia da solista che nel gruppo dei Musicals, collaborando con artisti quali Lucio Battisti, Toto Cutugno, Massimo Bubola, Mina, Riccardo Cocciante, Vasco Rossi, Alan Sorrenti, Cristiano Malgioglio, Iva Zanicchi, Ornella Vanoni, Fabrizio De André, Roberto Vecchioni, Edoardo Bennato e Ivano Fossati.
Nell'estate del 1978 ha fatto parte come corista (con Miriam Del Mare, Lella Esposito, Marva Jan Marrow) dell'orchestra diretta da Pino Presti in occasione dei concerti d'addio di Mina al teatrotenda Bussoladomani di Marina di Pietrasanta.
Ha anche cantato in molti spot pubblicitari.
Negli anni novanta è ritornata all'attività da solista, incidendo con il nome d'arte Wanda Fisher, ed esibendosi anche come sosia di Ivana Spagna; quest'ultima attività ha avuto però uno stop forzato, dovuto ad un'inchiesta per sostituzione di persona avviata dalla Procura di Milano a seguito di alcune sue esibizioni spacciate come quelle della più nota cantante.
Torna in tv il 17 aprile 2015 come ospite al Grand Hotel Chiambretti scontrandosi con Ivana Spagna.

## Discografia parziale

### Singoli
- 15 marzo 1959: 'S Wonderful/If Had To Be With You (Hollywood H 1000; come Monna Lisa & Gil Cuppini Quintet)
- 8 aprile 1959: What's new?/Cry me a river (Hollywood H 1001; come Monna Lisa & Gil Cuppini Orchestra)
- 1961: Testa rossa/Non dimenticarmi troppo presto (Hollywood H 1073; come Monna Lisa con l'orchestra di Armando Sciascia)

### Mix
(Come Wanda Fisher)
- 1993: Chariot (Club Version) / Chariot (Dub Version) / Call me / Call me (Instrumental) Extended Play
- 1993: Meteor man / Wuthering heights 45 giri
- 1995: Ride (Vocal power mix) / Ride (Original klub) / Torchlight / Ride Extended Play
- 1995: I Wanna Feel The Music (Original remix) / I wanna feel the music (Instrumental) / I wanna feel the music (radio edit) / I wanna feel the music (Memory Speed) Extended Play

## Collaborazioni
- 1971 - La foresta dei Leoni
- 1973 - Il grande mare che avremmo traversato di Ivano Fossati
- 1973 - Il nostro caro angelo di Lucio Battisti
- 1976 - Timer di Gian Piero Reverberi
- 1976 - Nastro giallo di Massimo Bubola
- 1977 - Stairway to Heaven di Gian Piero Reverberi
- 1978 - Rimini di Fabrizio De André
- 1978 - Mina Live '78 di Mina
- 1979 - Calma cacchio non spinga di Piero Finà
- 1980 - Riflusso riflesso di Nanni Svampa
- 1980 - Uffà! Uffà! di Edoardo Bennato
- 1980 - Sono solo canzonette di Edoardo Bennato
- 1980 - Per lasciare una traccia di Vito Paradiso
- 1980 - Cervo a primavera di Riccardo Cocciante
- 1981 - Avellino Express di Gerardo Carmine Gargiulo
- 1981 - Ardente di Iva Zanicchi
- 1981 - Salomè di Mina
- 1982 - Hollywood Hollywood di Roberto Vecchioni
- 1983 - Mina 25 di Mina
- 1983 - Bollicine di Vasco Rossi
- 1991 - Non è facile essere uomini di Toto Cutugno